# نیل یانگ (بازیکن فوتبال، زاده ۱۹۷۹)
نیل یانگ (انگلیسی: Neil Young؛ زادهٔ ۱۴ اوت ۱۹۷۹) بازیکن فوتبال اهل استرالیا است.
از باشگاه‌هایی که در آن بازی کرده‌است می‌توان به باشگاه فوتبال نیوکاسل یونایتد جتس و باشگاه فوتبال پرث گلوری اشاره کرد.